# Данни
Данни (от руски: данные – дадени; на английски: data) са неструктурирани факти за обект, които се съхраняват без да се използват. В случай че се появи необходимост, тези данни се използват (обработват) с някаква цел (за намаляване неопределеността на нещото). Преобразуваните данни се превръщат в информация. Данните често са възприемани като най-ниското ниво на абстракция, от което информацията и знанието произхождат.

## Видове данни

### Прости данни
Включват числата, знаците и буквите. Те могат да се обработват и съхраняват по всички познати начини. Съхраняват се в релационни бази от данни.

### Сложни данни
Включват графика, анимация, аудио и видео данни. Върху тях не могат да се извършват изчисления. Съхраняват се в обектно ориентирани бази от данни.

### Мултимедийни данни
Съвкупност от прости и сложни данни в обща среда.

## Форми на представяне на данните
Съществуват няколко форми за представяне на данни.

### Символна форма
Символ – служи за условно обозначаване на някакво понятие, явление или процес. Символите могат да бъдат букви, знаци, управляващи, графични, специални и т.н.
Символите се кодират с кодови таблици, като за всеки символ се определя точно определена двоична комбинация, в зависимост от избрания метод за кодиране:
- ASCII – американски стандартен код за информационен обмен;
- EBCDIC – разширен двоично-десетичен код;
- Unicode – универсален код.

### Текст
Форма за представяне на данните във вид на последователност от символи, на избран език, съдържателно разглеждана като едно цяло.
В текста основно се използва естествен език и неговата азбука.
При писане на програми се използват езици за програмиране.

#### Видове текстово представяне
- Текст – обикновен текст, чрез който се съставят документи.
- Телетекст – текст, предаван по телевизионната мрежа.
- Хипертекст – свързан чрез ключови думи (хипервръзки) текст, чрез който се създават верижно свързани документи. На тази база се изгражда Web-пространството в Интернет.
- Метатекст – текст, който в себе си съдържа данни за собствената структура и съдържание. Той е основа за бъдещето развитие на Интернет като семантична мрежа.

### Звукова форма
Звук – образуван е от вибрации на въздуха, които съответстват на периодични сигнали със сложна форма. Звуците в природата не са единична синусоидална честота, а набор от много – сходни и несходни сигнали с различна форма. Всеки звук може да бъде съставен, като се съберат нужните честоти във вярна комбинация.
Звукова форма – форма за представяне на данните във вид на последователност от битове, получени вследствие на аналого-цифрово преобразуване на реален звук.
В зависимост от броя битове, които се заделят за измерване на един квант от звука са възможни 4, 8 и 16 битова форма на представяне на звука.

### Графична форма
Изображение – форма на представяне на информацията, предназначена за зрително възприемане. Изображението е много нагледна и обемна форма за представяне на информацията. Възприемането му зависи от мозъка на човека и от възможностите на неговите органи на зрение. Човек леко оперира със зрителни образи.

#### Форми на представяне на изображение
Растерно изображение – формира се от отделни точки, характеризиращи се с цвят и яркост.
Векторно изображение – характеризира се с голямо число вектори (къси прави), които имат определено направление, цвят и координати на точки, всяка от които има определено направление, цвят и координати на началната и крайна точки.

### Комбинирана форма
С развитие на мултимедийните технологии се създава възможност за изграждане на мултисреда включваща всички форми за представяне на данни. Интеграцията им е осъществена чрез единна технология за обработка, съхраняване и предаване на данните.

## Разграничение между данни, информация и знание
Термините информация и знание често са използвани с припокриващо се значение. Основната разлика е в нивото на абстракция. Данните са най-ниското ниво на абстракция, информацията е следващото ниво и накрая знанието е най-високата степен на абстракция от трите термина. Данните сами по себе си не носят значение и смисъл. За да се превърнат в информация, данните трябва да бъдат интерпретирани. Например: височината на върха Еверест се приема за „данни“, книга за геологическите характеристики на върха Еверест се приема за „информация“, а справка или практическо упътване кой е най-добрият начин за изкачване на някой конкретен връх в планината Хималаи се приема за „знание“.